# Lützerath
Lützerath is een gehucht in de Duitse gemeente Erkelenz, deelstaat Noordrijn-Westfalen, niet ver van Roermond. Het telde 62 inwoners in 2007.
Het gehucht wordt bedreigd door de uitbreiding van de Garzweiler bruinkoolmijn. Een rechtszaak over de onteigening van de laatste inwoner, landbouwer Eckhardt Heukamp, werd op 28 maart 2022 door het Oberverwaltungsgericht für das Land Nordrhein-Westfalen in diens nadeel beslist.

## Bezetting van Lützerath
Op het erf van de boer werd in 2020 al een protestkamp ingericht, dat onder meer bedoeld was om het voor het energiebedrijf RWE moeilijker te maken om het land voortijdig in bezit te nemen. Daartoe werd het verbond  Lützerath lebt opgericht, waarbij onder meer Ende Gelände en Alle Dörfer bleiben betrokken zijn. Eind 2021 werd een van de boerderijen die eigendom was geworden van RWE Power bezet door de milieuactivisten. Op 31 oktober 2021, tegelijkertijd met de start van de VN-klimaatconferentie in Glasgow, was er een demonstratie met enkele duizenden deelnemers.Op 23 april 2022 vond in Lützerath een demonstratie plaats met meer dan 2000 deelnemers. Aanleiding was de verkoop door Heukamp van zijn grond aan RWE Power nadat hij het proces om de onteigening af te wijzen had verloren.
Eind november 2022 kondigde het ministerie van Binnenlandse Zaken het plan aan om het gehucht in januari 2023 te beginnen ontruimen, wat eind februari voltooid zou moeten zijn. Om de ontruiming te voorkomen werd een actiealliantie opgericht, met onder andere Fridays for Future, Extinction Rebellion, Ende Gelände en Interventionistischer Linke. Het Alle Dörfer bleiben-initiatief, dat ook betrokken was, riep op tot "vastberaden en vreedzaam protest" tegen de ontruiming en kondigde een gezamenlijke demonstratie aan voor 14 januari 2023. Lützi, zoals het gehucht genoemd wordt, werd het symbool van het Duitse klimaatprotest en kreeg wereldwijd aandacht.
Op 9 januari 2023 waren er volgens verklaringen van Lützerath lebt 700 demonstranten in het bezette gehucht. Op de ochtend van 11 januari zette de politie de toegang tot het gehucht af en begon met enkele honderden agenten het gehucht binnen te dringen. De journalistenvereniging DJU sprak meermaals over inperking van de persvrijheid door de politie en particuliere veiligheidstroepen.
Tegelijkertijd ondertekenden meer dan 500 wetenschappers van Scientists for Future en een aantal prominenten twee open brieven aan de regering, waarin "substantiële wetenschappelijke twijfels bestaan over de dringende noodzaak van opruiming" en over de ontginning van de bruinkool onder Lützerath, die niet nodig is voor energiezekerheid en netstabiliteit.
De Duitse klimaatactiviste Luisa Neubauer was ook aanwezig bij de bezetting van het zogenaamde "bruinkooldorp", waar ze tijdens de ontruiming door de politie op 12 januari 2023 afgevoerd werd.
Op zaterdag 14 januari was er een grote demonstratie met onder andere activisten uit Nederland, Oostenrijk, België, Frankrijk en Italië. Ook de Zweedse klimaatactiviste Greta Thunberg was vrijdag en zaterdag aanwezig. De demonstratie ging van start in het nabijgelegen dorp Keyenberg waarna de betogers een tocht van vijf kilometer maakten naar Lützerath. De politie sprak van 15.000 deelnemers en de organisatie van 35.000. Hoewel de demonstratie rustig verliep was er een confrontatie tussen een kleine groep activisten en de politie waarbij het waterkanon ingezet werd en drie lichtgewonden vielen.
Op zondag 15 januari werd de ontruiming van het dorp voltooid, slechts de twee activisten die in een tunnel onder de grond verbleven waren nog achtergebleven, zij zullen later worden bevrijd door medewerkers van de RWE.

## Galerij

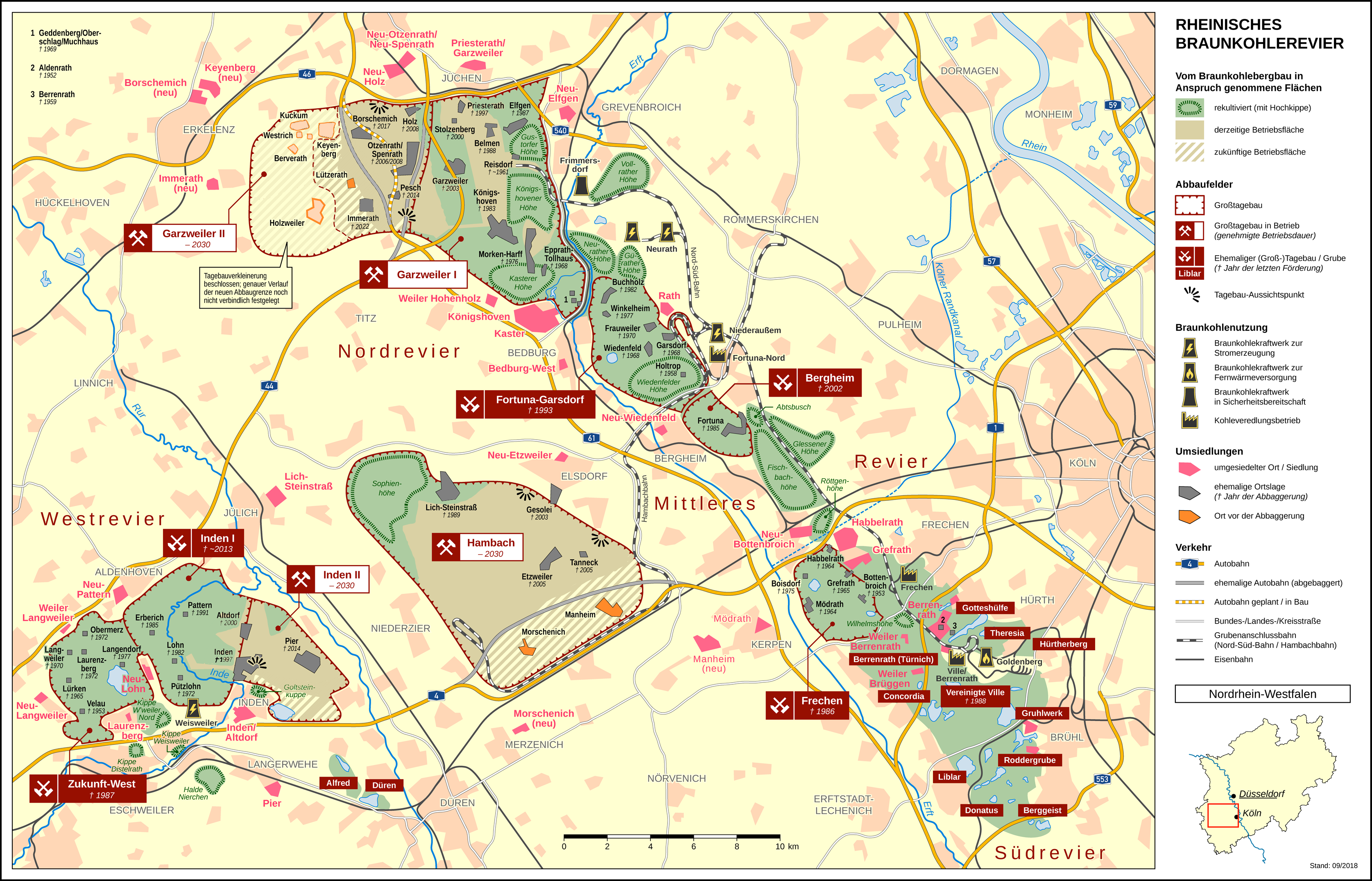
Dagbouwlocaties bruinkool in het Rijnlands bruinkoolgebied
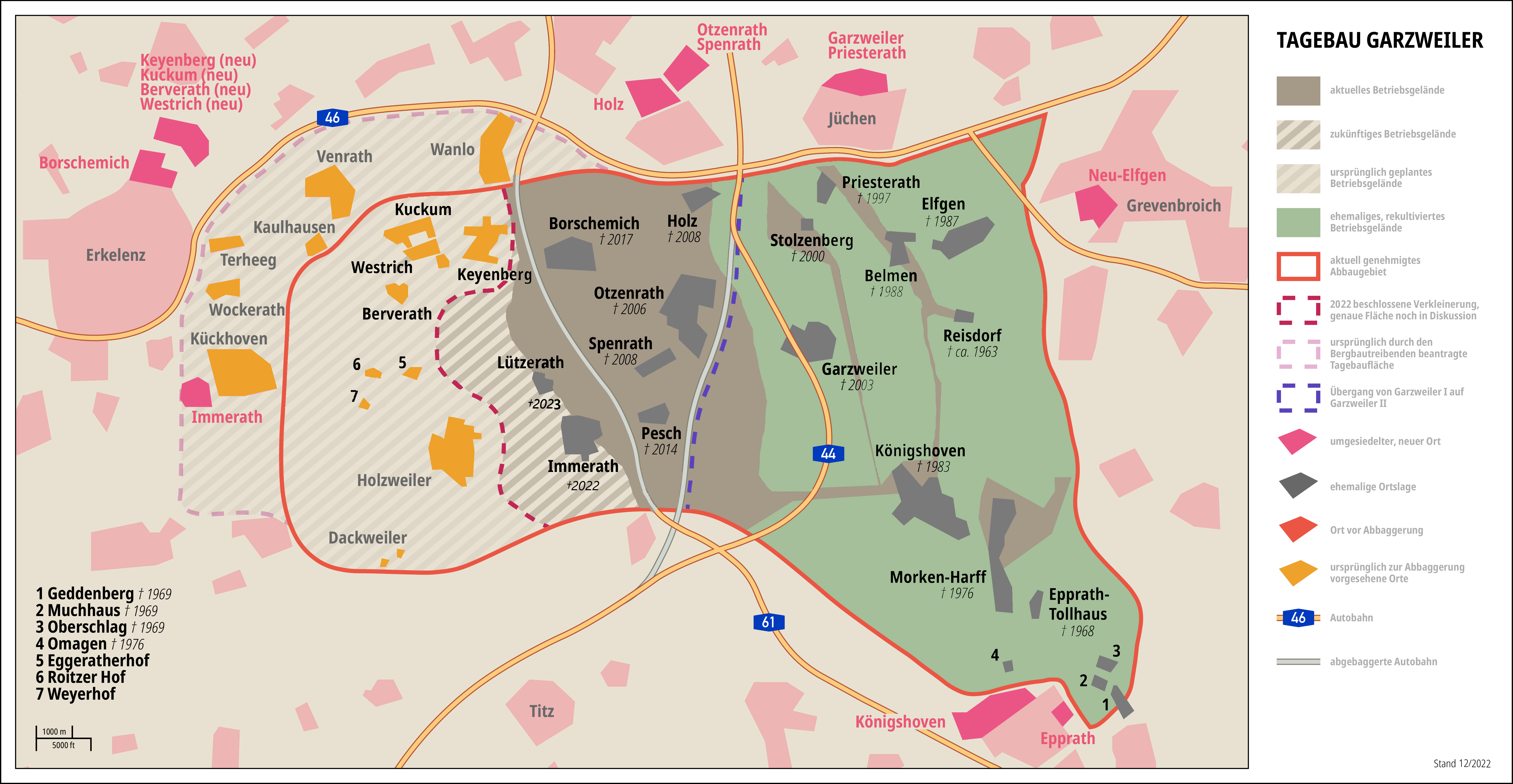
Lützerath en andere bedreigde plaatsen in het ontginningsgebied Garzweiler II
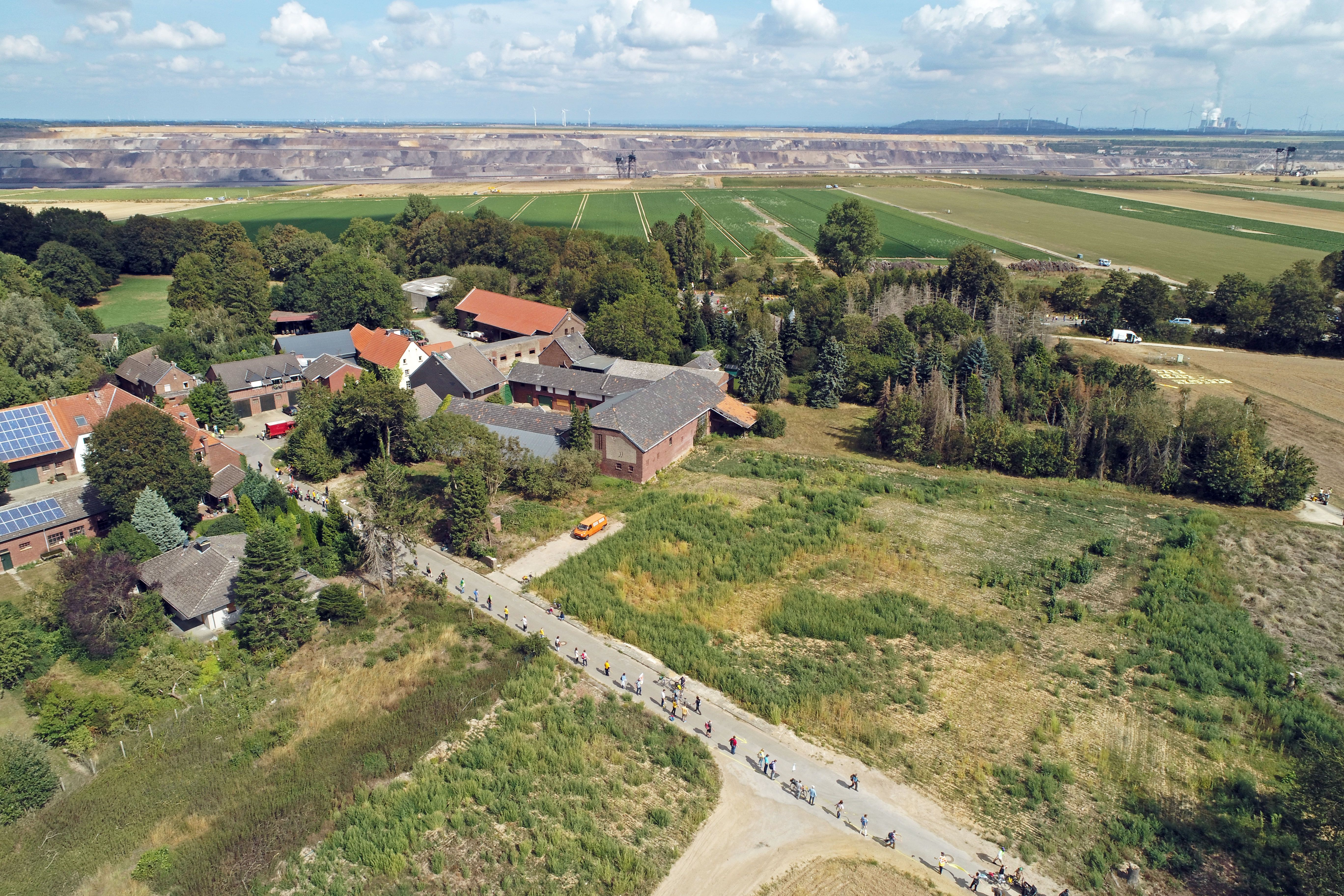
Lützerath in 2020
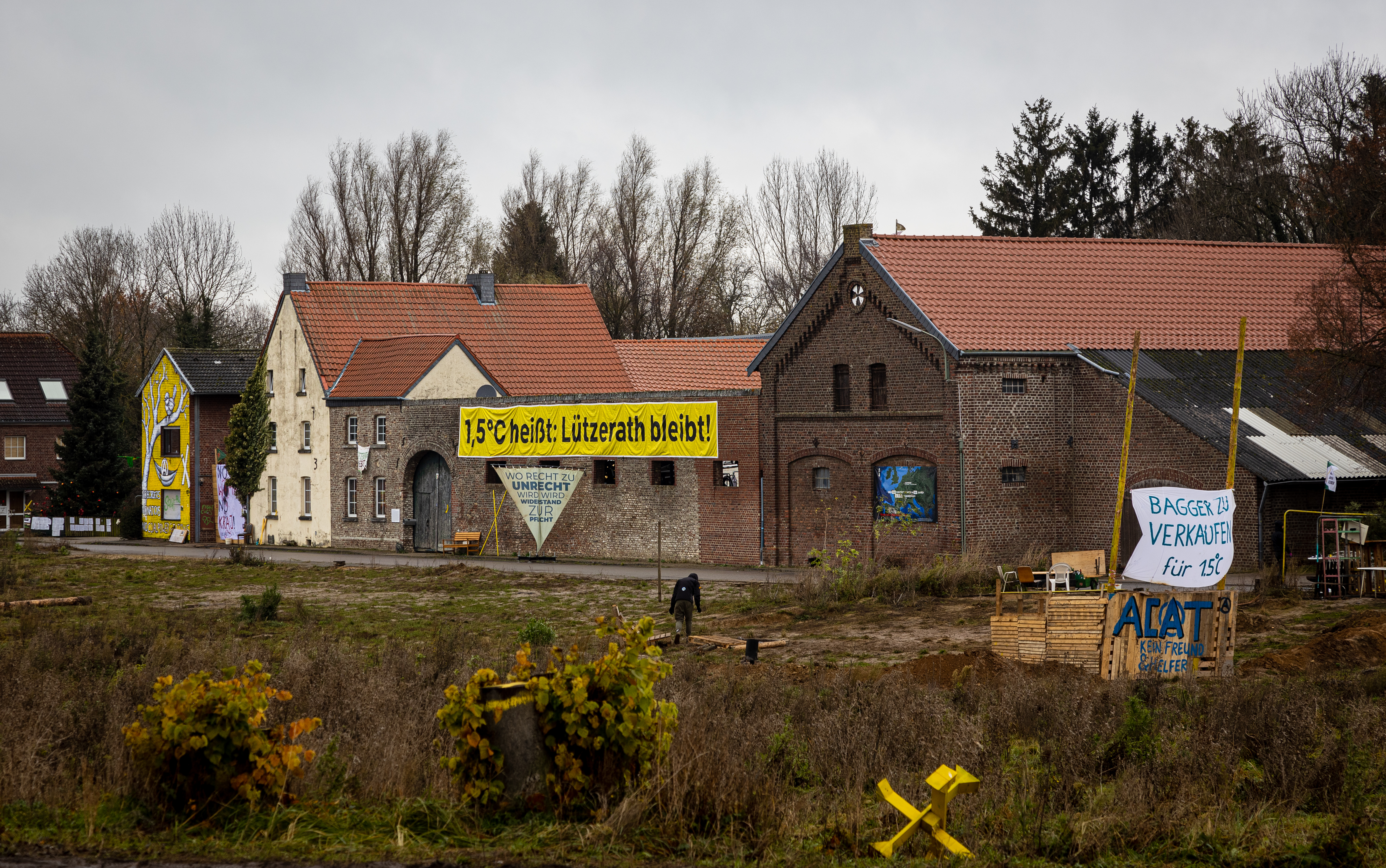
Lützerath in 2021, een gekraakte boerderij met spandoek
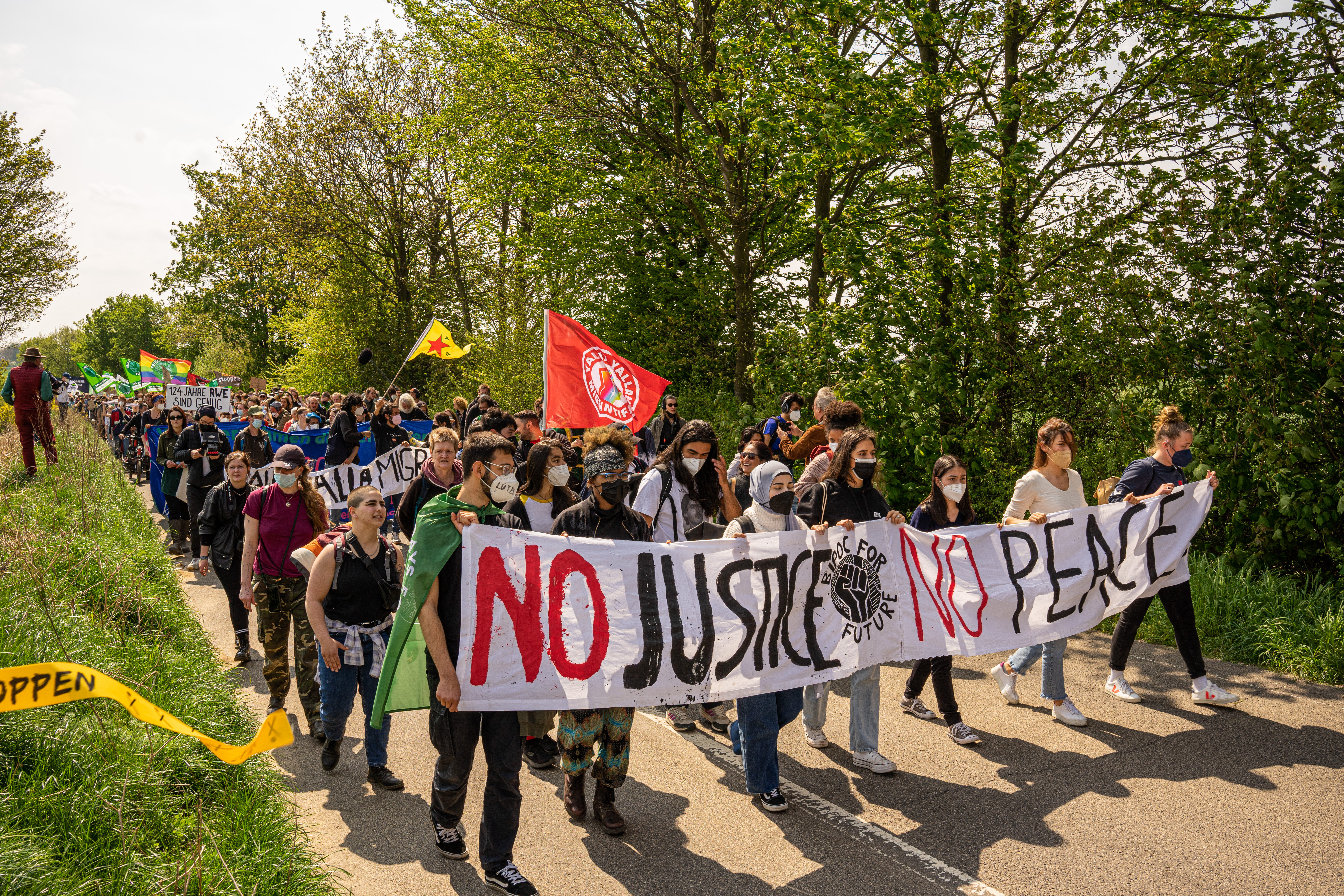
Protestdemonstratie april 2022

Bellinghoven · Berverath · Borschemich · Commerden · Genehen · Geneiken · Gerderath · Gerderhahn · Golkrath · Granterath · Hetzerath · Holzweiler · Houverath · Immerath · Katzem · Keyenberg · Kleinbouslar · Kuckum · Kückhoven · Lövenich · Lützerath · Matzerath · Mennekrath · Neu-Borschemich · Neu-Immerath · Oberwestrich · Oerath · Oestrich · Scheidt · Schwanenberg · Tenholt · Terheeg · Unterwestrich · Venrath · Wockerath

Kreis Heinsberg · Regierungsbezirk Keulen · Noordrijn-Westfalen